# 小橋確治
小橋 確治（こばし かくじ、1906年〈明治39年〉9月25日 - 1978年〈昭和53年〉3月23日）は、日本の実業家である。京都府警を経て、京都市観光局長を務めた後、京都社寺信用組合（現・京都信用金庫）理事長となる。岡山県岡山市出身。

## 経歴

### 生い立ち
1906年（明治39年）岡山県上道郡西大寺町（現：岡山市東区）で生れる。その後、旧制岡山県立高梁中学（現・岡山県立高梁高等学校）へ進学する。同期には、ロサンゼルス高野山別院第4代主監を務める高橋成通がいた。1925年（大正14年）に同校を卒業し、旧制第六高等学校へ進学する。1928年（昭和3年）同校を卒業し、東京帝国大学法学部に進学する。1931年（昭和6年）3月、東大法学部法律学科を卒業する。

### 大学卒業後
卒業後、小橋は内務省警保局へ就職し、京都市左京区にあった川端警察署の警部補となる。そのまま、終戦まで京都府警察部に所属となる。戦後、1947年（昭和22年）12月31日、GHQの指令により、内務省が廃止されるにともない、警保局も廃止された。1948年（昭和23年）1月1日、内事局が設置され、旧内務省警保局は、国家地方警察本部となる。小橋は、そのまま、京都府警察に所属した。
1950年（昭和25年）に小橋は、43歳で京都府警察総務部警視正（課長扱い）となり、1953年（昭和28年）には、46歳で警務部長に就任した。1954年には、警務部長・総務部長の兼任となり、1955年には、京都市警察部長となる。この後、1957年（昭和33年）小橋が51歳のときまで、総務部長を務め、警察キャリアで最後の1年間は、京都府警察本部長（京都府警トップ）を務めた。警察を退職した後、1958年、京都市観光局長に就任する。
1962年（昭和37年）まで約4年間、京都市観光局長を務め、退任した後は、民間企業の帝産京都自動車の専務となる。1970年（昭和45年）63歳のときに、京都社寺信用組合理事長となり、当職を2年間務め、その後は理事を2年、顧問を4年務めた。
1978年（昭和53年）71歳のとき、勲五等双光旭日章を受賞した。同年3月23日、71歳で死去。